# Antipovita
L'antipovita és un mineral de la classe dels fosfats.

## Característiques
L'antipovita és un fosfat de fórmula química Cu₅O₂(PO₄)₂. Va ser aprovada com a espècie vàlida per l'Associació Mineralògica Internacional l'any 2022, i encara resta pendent de publicació. Cristal·litza en el sistema triclínic.
L'exemplar que va servir per a determinar l'espècie, el que es coneix com a material tipus, es troba conservat a les col·leccions del Museu Mineralògic Fersmann, de l'Acadèmia de Ciències de Rússia, a Moscou (Rússia), amb el número de registre: 5884/1.

## Formació i jaciments
Va ser descoberta a la fumarola Arsenàtnaia, situada alsegon con d'escòria del'avanç nord de la Gran erupció fissural del volcà Tolbàtxik, al krai de Kamtxatka (Rússia). Aquest indret és l'únic a tot el planeta on ha estat descrita aquesta espècie mineral.